# Омский университет дизайна и технологий
Омский университет дизайна и технологий (ОмУДТ) — высшее учебное заведение города Омска, существовавшее в 1977–2016 годах.

## История
Организован 26 мая 1977 года на базе Омского учебно-консультационного пункта Московского технологического института под именем Омский технологический институт бытового обслуживания (ОмТИ).
В 1997 году Омский технологический институт бытового обслуживания переименован в Омский государственный институт сервиса.
В 2011 году «Омский государственный институт сервиса» переименован в федеральное государственное бюджетное образовательное учреждение высшего профессионального образования «Омский государственный институт сервиса»
26 февраля 2016 года ФГБОУ ВПО ОГИС переименован в Омский университет дизайна и технологий. 17 марта 2016 года ОмУДТ вошёл в состав ОмГТУ как Институт дизайна и технологий.

## Структура
- Факультет экономики и сервисных технологий
- Художественно-технологический факультет